# Club della rue Massiac
Il Club della rue Massiac fu un'associazione politica fondata a Parigi durante la Rivoluzione francese. Il club fu fondato il 20 agosto 1789 e sciolto dopo la rivoluzione haitiana dell'agosto 1791.

## Storia
Il club aveva sede presso l'Hôtel de Massiac a Parigi, da cui prende il nome. I suoi membri erano i rappresentanti dei piantatori schiavisti delle Antille francesi. Il club nacque per contrastare la Société des amis des Noirs, che premeva per l'abolizione della tratta degli schiavi, ed esercitare pressioni sull'Assemblea nazionale costituente a favore degli interessi dei piantatori. Il club si opponeva all'abolizione della schiavitù a Saint-Domingue e all'equiparazione giuridica di mulatti e neri liberi ai bianchi. Composto all'inizio da 70 membri, tutti proprietari di Saint-Domingue o delle Piccole Antille, il club arrivò a contarne più di 400 nel 1791. Il Club della rue Massiac poteva contare sull'appoggio di influenti membri dell'Assemblea che avevano concreti interessi nell'isola come Malouet, Barnave e Lameth.